# Brad Stine (entrenador de tenis)
Brad Stine (1958) es un entrenador de tenis estadounidense de Fresno, California. Mayormente conocido por haber entrenado al exjugador número uno de la ATP Jim Courier, además de haber entrenado y entrenar a otros famosos tenistas.

## Entrenador del equipo nacional juvenil de EE.UU.
Brad Stine comenzó a entrenar con la USTA en 1986 como miembro del equipo nacional juvenil de Estados Unidos junto con Greg Patton. Durante ese tiempo, el equipo nacional juvenil (Equipo Junior de la Copa Davis) incluyó a Jim Courier, Pete Sampras, Michael Chang, MaliVai Washington, Todd Martin, Jonathan Stark, Jared Palmer, David Wheaton y Jeff Tarango, quienes alcanzaron el top 100 del ranking ATP. y muchos otros jugadores notables. Trabajó con la USTA a tiempo parcial hasta 1991, cuando Jim Courier lo contrató a tiempo completo.

## Entrenador colegial
Después de 3 años como entrenador asistente con el equipo de tenis masculino de Fresno State, fue contratado en 1985 como entrenador de tenis en la Universidad Estatal de Fresno a la edad de 26 años. Llevó a Fresno State a su primer top 20 de la NCAA Division. I ranking nacional. [2] En 1990 y 1991 Brad Stine fue galardonado con el premio Big West Coaches del año. In 1990 and 1991 Brad Stine was awarded Big West Coaches of the year. Brad Stine renunció en 1991 cuando asumió el puesto de entrenador a tiempo completo con Jim Courier.

## Entrenador de tenistas profesionales
Jim Courier (finales de 1990-mediados de 1994 y 1997-2000): Durante el primer período, Jim Courier alcanzó el puesto número uno del ranking ATP. Ganó 2 títulos del Abierto de Francia y 2 del Abierto de Australia [8] junto con otros torneos y participó en las finales de los 4 Grand Slams. En 1997, Jim le pidió a Brad que volviera a formar equipo y la relación duró hasta la retirada de Jim en 2000.
Andrei Medvedev (mayo de 1994 -principios de 1995)Ñ: Andrei se clasificó entre los 10 mejores ATP y ganó 1 título del ATP tour.
Jonathan Stark (1995-1997): Durante este período, Jonathan ocupó el puesto número 1 en dobles ATP con Byron Black. Jonathan ganó 1 de sus 2 títulos individuales de gira (Singapur, 1996) mientras era entrenado por Brad Stine.
Mardy Fish (2000-agosto de 2002): Brad ayudó a Mardy a mejorar su clasificación del 365 al 126. [14]
Taylor Dent (noviembre de 2002 -marzo de 2003): Taylor tuvo su mejor año en el ATP Tour ganando 1 de sus 4 títulos individuales durante este tiempo.
Sébastien Grosjean (2005 -2007): Sebastien se ubicó entre los 25 mejores ATP durante este tiempo y alcanzó los cuartos de final del Abierto de Australia y Wimbledon.
Entre otros jugadores a los que entrenó estuvieron Sargis Sargsian y Byron Black.

## Desde 2018 hasta hoy
Brad Stine es actualmente entrenador nacional de EE. UU. para la USTA en Boca Raton, FL. Anteriormente, dirigió la 360 Tennis Academy en Fresno, California. Ha aparecido en el Tennis Channel Academy.
Kevin Anderson anunció (01/03/2018) en su cuenta de Twitter, que Stine sería su entrenador para la temporada 2018. Llevó a Kevin Anderson a la final de Wimbledon 2018 y al puesto 5 del ranking ATP. En 2020 entrena a Tommy Paul, quien ha conseguido el 13 de noviembre de 2021 su primer título ATP ganando el torneo de pista cubierta de Estocolmo.